# International Baccalaureate
International Baccalaureate (IB), (раніше «International Baccalaureate Organization» (IBO) (укр. Міжнародний бакалаврат) — міжнародна некомерційна приватна освітня фундація, заснована в 1968 р. Штаб-квартира розташовується у Женеві.
Організація є розробником і пропонує школам чотири освітні міжнародні програми для дітей віком від 3 до 19 років:
- «Primary Years Programme» (укр. Програма ранніх років — програма, орієнтована на учнів молодших класів);
- «Middle Years Programme» (укр. Програма середніх років — програма, орієнтована на учнів середніх класів);
- «Diploma Programme» (укр. Програма для здобуття диплома — програма, орієнтована на учнів старших класів);
- «Career-related Programme» (укр. Програма, пов'язана з кар'єрою — програма, орієнтована на учнів старших класів).

Програми розвивають інтелектуальні, емоційні, особистісні, та соціальні навички учнів, необхідні для того, щоб жити, вчитися і працювати у сучасному суспільстві, яке швидко глобалізується. Як і у будь-якій із освітніх програм, передбачається вивчення словесності, математики, природничих і гуманітарних наук, інформаційних технологій і технологій проектування, а також, фізичної підготовки.
Учні по завершенні кожної з програм отримують офіційний документ (диплом чи сертифікат) встановленого зразка, який підтверджує їх освітній рівень (відповідно до обраної програми), і який надає право продовжити навчання чи отримати роботу в будь-якій з держав, що прийняли ці програми (фактично — у будь-якій із держав світу). Станом на 25 червня 2016 року програми прийняті в 4 527 школах 135 держав.
Для того, щоб отримати таку можливість, кожна школа повинна звернутися до представництва International Baccalaureate, отримати та запровадити обрані програми і пройти процедуру авторизації, яка засвідчує, що школа має усі умови та забезпечує освітній рівень на рівні вимог обраних програм. Умови оговорені на сайті International Baccalaureate.

## Історія
Вважається, що основні засади і основні принципи процесу навчання, які пропонуються в програмах Міжнародного бакалаврату, були сформовані і започатковані видатним французьким педагогом Марі-Терез Моретт, які вона опублікувала 1948-го в праці «Методи навчання для миру».
Серед основоположних принципів, сформованих Марі-Терез Моретт, і які лягли в основу освітніх програм International Baccalaureate, є:
- Принцип «синтетичної географії» чи «міжнародної культури», який винайшов батько Марі-Терез, Поль Дюпуї — генеральний наглядач Вищої нормальної школи у Парижі. Суть принципу полягає у тому, що процес навчання спочатку вводить дитину до глобальної картини світу, як громадянина світу без акцентування на перших порах уваги і знань на країни, звідки походять учні. Ці знання є базисом для поповнення його знаннями про географію людства, демографію, поняттями відносності між державами і регіонами.
- Викладання історії розпочинається, зазвичай, пізніше, ніж у більшості національних шкіл — не раніше 12-ти років. Вивчення історії починається із світової історії людства, і тільки пізніше загальна картина доповнюється «вставками» національної історії для усвідомлення її відносності стосовно світової історії та її важливості.
- Принцип досконалої двомовності: англійська та французька (офіційні мови Ліги Націй) для опанування різних способів мислення, властивих цим мовам, щоб розуміти мислення своїх співрозмовників.

В середині 1960-х послідовники Марі-Терез, вчителі Міжнародної школи в Женеві, де свого часу працювала Марі-Терез, створили «International Schools Examinations Syndicate» (ISES) (укр. Екзаменаційну спілку міжнародних шкіл), яка і стала прообразом International Baccalaureate Organization (OBI), яка була створена в 1968.
Первісна ідея OBI полягала в забезпеченні шкіл навчальними планами, загальновизнаними вищими навчальними закладами, з метою надання можливості випускникам обирати вищий навчальний заклад будь-якої з держав світу з огляду на їх міжнародну мобільність. Ця ідея привела до створення «Програми для здобуття диплома» в 1968 р. У той же час, «Програма середніх років» була започаткована в 1994, а «Програма ранніх років» була започаткована у 1997. Ці програми повинні забезпечити можливість безперервного і всебічного навчання в рамках усіх програм OBI. International Baccalaureate Organization при цьому супроводжували свої програми в кожній із шкіл, надаючи їм всебічну допомогу та підтримку, і, разом з тим, контролюючи дотримання школами вимог з метою забезпечення належної якості освіти за програмами. Четвертою освітньою програмою стала «Програма, пов'язана з кар'єрою», яку було запроваджено у 2011 році.
Перший офіційний екзамен для здобуття диплома Міжнародного бакалаврату відбувся 1970-го у 11-ти міжнародних школах.
У 1980 налічувалося 58 шкіл Міжнародного бакалаврату в 27-и країнах світу. Через десять років, у 1990, кількість шкіл зросла до 283, а кількість країн — до 53. До 2000-го року функціонувало 946 міжнародних «ib-шкіл» у ста країнах світу. Станом на 2010-ий кількість шкіл зросла втричі і становила 2 872 школи, розташовані в 138-ми країнах світу.
У 2007 була проведена реорганізація, в результаті чого були змінені назва на «International Baccalaureate» та логотип на «IB». З цього часу логотип «ib» відноситься як до організації безпосередньо, так і до будь-якої з чотирьох програм, або до дипломів чи сертифікатів, які надають IB-школи, і які здобуваються по завершенні програм. Школи, які прийняли хоча б одну із IB-програм, також мають можливість користуватися цим логотипом на своїх офіційних документах.

## Школи міжнародного бакалаврату в Україні
Першою в Україні міжнародною школою, яка змогла запропонувати своїм учням програму міжнародного бакалаврату, була Печерська міжнародна школа, яка акредитувала IB-Diploma Programme" (укр. Програму міжнародного бакалаврату для здобуття диплома) 8 червня 1999 року. Ця школа також є першою серед міжнародних шкіл, у яких процес навчання та виховання повністю охоплений програмами міжнародного бакалаврату від початкових до випускних класів.
В Україні станом на 01.01.2018 програми міжнародного бакалаврату можуть запропонувати наступні школи:
|                                             | Дати акредитації програм: | Дати акредитації програм: | Дати акредитації програм: | Дати акредитації програм: |
| Назва школи:                                | PYP                       | MYP                       | DP                        | CP                        |
| ------------------------------------------- | ------------------------- | ------------------------- | ------------------------- | ------------------------- |
| Гімназія А+                                 | -                         | -                         | 12.01.2021                | -                         |
| Британська міжнародна школа в Україні       | 11.06.2014                | -                         | 07.04.2015                | -                         |
| Київська міжнародна школа                   | -                         | -                         | 11.06.2004                | -                         |
| Печерська міжнародна школа                  | 11.12.2000                | 23.10.1999                | 08.06.1999                | -                         |
| Міжнародна американська школа і університет | -                         | -                         | 06.07.2022                | -                         |